# Mother (utwór muzyczny Axela Hirsoux)
Mother – utwór belgijskiego piosenkarza Axela Hirsoux, wydany w 2014. Piosenkę napisali Ashley Hicklin i Rafael Arteser.
W 2014 utwór zwyciężył w finale programu Eurosong, zdobywszy 234 punkty (tj. 160 pkt od telewidzów za ich ponad 57% poparcie i 74 pkt od komisji jurorskiej), dzięki czemu został propozycją reprezentującą Belgię w 59. Konkursie Piosenki Eurowizji w Kopenhadze. Zajął 14. miejsce w półfinale konkursu.

## Notowania na listach przebojów
| Kraj              | Lista (2014)   | Najwyższe miejsce |
| ----------------- | -------------- | ----------------- |
| Belgia (Flandria) | Singles Top 50 | 7                 |
| Belgia (Walonia)  | Singles Top 50 | 32                |